# 相原丰
相原丰（日语：／ Aihara Yutaka，1970年12月18日—），日本男子竞技体操运动员。他曾获得1992年夏季奥运会体操比赛男子团体全能铜牌。他也在1990年亚洲运动会获得一枚银牌。